# Aydın (stad)
Aydın (Grieks: Αϊδίνιο) is de hoofdstad van de provincie Aydın in het westen van Turkije. De stad heeft 1.165.943 inwoners (2024) en ligt 80 km van de Egeïsche Zee in het dal van de rivier de Meander. De stad heette aanvankelijk in de oudheid Tralles (ook wel Tralleis), vervolgens Güzelhisar, en werd later naar de Anatolische Turkse Beylik van Aydınoğlu genoemd, die hier in de 14e eeuw heerste.
Aydin is altijd een belangrijke stad geweest. Vanwege zijn vruchtbare grond is de stad vooral op landbouw gericht. In de Romeinse tijd lag Aydin in de handelsroute tussen Efeze en Anatolië. Tegenwoordig verbindt een snelweg met zes banen de stad met İzmir en ook de internationale luchthaven Adnan Menderes, gelegen langs de weg tussen de twee steden. Een kleinere luchthaven, namelijk Aydın Airport, ligt een paar kilometer in het zuidoosten van Aydın. Het gebied van Aydın is ook een pionier voor de invoering van spoorwegen in Turkije in de 19e eeuw en heeft nog steeds het dichtste spoorwegnetwerk.

## Bekende personen
- Anthemios van Tralles (ca. 474 - ca. 534), Byzantijns wiskundige, fysicus en architect.
- Adnan Menderes (1899-1961), Turks politicus en premier
- Dario Moreno (1921-1968), Turks zanger
- Gökhan Kırdar (1970), Turks muzikant en acteur
- Beykan Şimşek (1 januari 1995), Turks voetballer

- Gemeinsame Normdatei: 4209664-9
- Library of Congress Control Number: n2009032327
- Nationale Bibliotheek van Israël: 987007503154005171
- TDVİA: aydin
- Virtual International Authority File: 239954432

Adana · Ankara · Antalya · Aydın · Balıkesir · Bursa · Denizli · Diyarbakır · Gaziantep · Kayseri · Mersin · Istanbul · İzmir · İzmit · Konya · Şanlıurfa
Adapazarı · Antiochië (Antakya) · Erzurum · Eskişehir · Kahramanmaraş · Malatya · Manisa · Mardin · Muğla · Altınordu · Samsun · Tekirdağ · Trabzon · Van
Adıyaman · Afyonkarahisar · Ağrı · Akhisar · Aksaray · Alanya · Batman · Bolu · Çanakkale · Ceyhan · Çorlu · Çorum · Darıca · Derince · Düzce · Edirne · Elazığ · Erzincan · Gebze · Giresun · İnegöl · İskenderun · Isparta · Karabük · Karaman · Kırıkkale · Kırşehir · Körfez · Kütahya · Lüleburgaz · Nazilli · Niğde · Osmaniye · Rize · Siirt · Sivas · Tarsus · Tokat · Turgutlu · Uşak · Yalova ·  Zonguldak